# Sarcosperma
Sarcosperma é um género botânico pertencente à família Sapotaceae.